# Серафим (Стефану)
Митрополи́т Серафи́м (греч. Μητροπολίτης Σεραφείμ в миру Ви́рон Стефа́ну греч. Βύρων Στεφάνου; 9 сентября 1932, Фанари — 18 марта 2017, Трикала) — епископ Элладской православной церкви, митрополит Стагонский и Метеорский (1991—2017).

## Биография
Родился в селе Фанари в номе Кардица в Фессалии.
В 1955 году окончил богословский институт Афинского университета.
В 1965 году был хиротонисан во диакона, а в 1966 году — в сан пресвитера.
31 мая 1970 года состоялась его хиротония в сан митрополита Трикальского и Стагонского. 13 июля 1974 года был смещён с должности решением Синода Константинопольского патриархата. Решением Синода иерархии Элладской православной церкви был избран титулярным епископом Ореосским.
10 сентября 1991 года избран митрополитом Стагонским и Метеорским.
16 марта 2017 года перенёс тяжёлый инсульт и был помещён в палату интенсивной терапии в больнице города Трикала, где 18 марта скончался.
20 марта 2017 года отпевание митрополита Серафима возглавил архиепископ Афинский Иеронима (Лиапис).